# Целопка-целунг
Целопка-целунг (дзонґ-ке ་ན་གྱི-་དྲྭ་ཚ་ཤི   , англ. Tselopka-Tselung) — національна бутанська приправа, що являє собою суміш квіткових трав. Характерна для сільської місцевості, насамперед її полюбляють мешканці провінції Куртед.

## Виготовлення
Для початку висушуються квіти Allium carolinianum (різновид цибулі, що зростає на висоті більше 3000 м над рівнем моря) та Buddleja forrestii (з роду губоцвітних рослин Будлея). Їх збирають на передгір'ях та степах в північно-східних районах Бутану. Квіти обидвох рослин перемішують з приправою кала намак (отримується з галіту). Після висихання та змішання суміш набуває дрібнозернисту текстуру з темно-жовтим або коричневим крапчастим зовнішній виглядом.
Ця приправа має запах, що нагадує патоку, перцевого смаку з цитрусовими та квітковими нотками, зберігаючи при цьому післясмак цикорію.

## Застосування
Використовують для додавання смаку юшкам з папороті, а також для зменшення терпкості чаю черінгма.